# 다글로
다글로(영어: daglo)는 액션파워가 2017년 국내 최초로 음성 인식 기술을 활용하여 만든 인공지능 받아쓰기 서비스이다. 자체 개발한 엔드 투 엔드(E2E) 음성 인식 엔진을 채용했으며, 출시 이후 3세대를 거치면서 오인식률(CER)을 크게 줄였다. 정확도는 한국어를 기준으로 글로벌 경쟁사 대비 8~10% 정도 높다. 한국어 외에도 영어, 일어, 중국어 등 14개 언어를 지원한다. 1시간 분량의 음성을 텍스트로 변환하는데 3분 밖에 걸리지 않을 뿐 아니라, AI 기술을 통해 키워드를 추출하고 핵심 내용을 요약하는 등 음성 데이터를 활용하는 이용자의 시간을 절약하는데 도움을 주고 있다.
2022년 7월 다글로 모바일 앱(안드로이드, iOS)가 출시된 후, 2022년 12월 기준 누적 설치 10만 건을 돌파했다. 액션파워 측에 따르면, 다글로는 50% 이상이 학업과 연구 목적으로 활용되고 있다.

## 역사
2016년 1월 액션파워 설립 후, 2017년 12월 첫 음성 인식 받아쓰기 '리뷰와이저'를 출시했다. 이후 2019년 4월 분야별로 특화된 음성 인식 받아쓰기 '다글로'가 출시되었다. 2022년 7월 다글로 모바일 앱(안드로이드, iOS)을 출시했다.

## 기능
다글로는 녹음, 텍스트 변환, 유튜브 내 음성을 텍스트로 변환하는 등 다양한 기능을 제공한다. 다글로 웹사이트에서 받아쓰기 정확도를 높일 수 있으며, 내용을 편집 수정할 때 유용하다. 특히, 다글로 웹사이트에서는 아래와 같은 기능을 이용할 수 있다. 보다 자세한 기능 및 사용 방법은 다글로 공식 사용 가이드에서 확인 가능하다.
- 키워드는 받아쓰기 결과의 핵심 키워드를 확인할 수 있고, 관련 내용을 쉽고 빠르게 확인할 수 있다.
- 단어장은 음성 인식이 어려운 고유 명사나 기술 등 전문 용어의 텍스트 변환 정확도를 높여준다.
- 비슷한 발음은 음성 인식 AI가 검색어와 비슷한 발음을 찾아 수정해주는 기능이다.
- 요약은 대화 및 받아쓰기 결과의 전체 내용을 한 번에 정리해주는 기능으로, 현재 베타 버전으로 제공하고 있다.

## 다글로 크롬 익스텐션[7]
다글로 크롬 익스텐션을 이용하면, 다글로 웹사이트에 따로 접속하지 않아도 유튜브에서 바로 영상 속 내용을 텍스트로 변환할 수 있다. 다글로 크롬 익스텐션 설치 후, 사용 방법은 아래와 같다.
1. 유튜브 영상 하단에 위치한 [구독] 버튼 옆에 [다글로 크롬 익스텐션] 버튼을 클릭해 로그인 한다.
2. 로그인 후, [받아쓰기] 또는 [미리보기]를 눌러 받아쓰기를 요청한다.
3. 받아쓰기 결과가 완성되면, [이메일]로 알림이 도착한다.
4. 다글로 웹사이트에 접속해 받아쓰기 결과를 확인한다.

다글로에 소셜 계정으로 가입한 경우, 로그인 방법은 아래와 같다.
1. [로그인 페이지]에서 [이메일로 로그인]을 눌러 이메일 접속 화면으로 이동한다.
  - 이미 다글로 웹사이트에 로그인한 경우, 로그아웃 한다.
  - 또는 시크릿 탭을 사용한다.
2. [비밀번호를 잊으셨나요?]를 누른다.
3. 다글로 가입 시, 입력한 소셜 계정의 이메일 주소를 입력한다.
  - 애플 - 임시 이메일을 허용한 경우, 애플 계정 설정에서 임시 이메일 미사용으로 전환해야 한다. 임시 이메일로 하는 경우, 비밀번호 재설정 이메일을 받지 못하는 경우가 있다.
  - 네이버 - 네이버는 소셜 계정 가입 시에 본 메일이 아닌 서브 메일 주소를 제공한다. 네이버 로그인 > 네이버 ID에 이메일 계정이 2가지가 있는데, 그 중 2번째로 설정된 것을 수정해야 한다.
4. 해당 이메일에서 비밀번호 재설정 링크를 클릭한다.
5. 비밀번호를 재설정한다.
6. 해당 소셜 계정은 소셜 로그인과, 해당 이메일로 크롬 익스텐션을 바로 이용할 수 있다.